# Campeonato Italiano de Voleibol Masculino de 2012–13 - Série A1
O Campeonato Italiano de Voleibol Masculino de 2012–13 - Série A1 foi a 68.ª edição da principal competição entre clubes de voleibol masculino da Itália. Foi organizada pela Federação Italiana de Voleibol (em italiano:  Federazione Italiana Pallavolo, FIPAV) através da Lega Pallavolo Serie A, consórcio de clubes da primeira divisão.

## Regulamento
A fase classificatória da competição foi disputada por 12 equipes em dois turnos. Em cada turno, todos os times jogaram entre si uma única vez. Os jogos do segundo turno foram realizados na mesma ordem do primeiro, apenas com o mando de quadra invertido. Os dez primeiros colocados se classificaram para os playoffs. Nesta fase, a vitória por 3–0 ou 3–1 garantiu três pontos para o ganhador e nenhum ponto para o perdedor. Já em um placar de 3–2, o ganhador da partida levou dois pontos e o perdedor um.
As equipes classificadas entre a primeira e a sexta colocação classificaram-se automaticamente para as quartas-de-final. Já os colocados entre a sétima e a décima posição disputaram as oitavas-de-final em série melhor-de-três, segundo a lógica: (A) 7º x 10º e (B) 8º x 9º. Nas quartas-de-final as equipes que terminaram a fase classificatória entre a primeira e a quarta colocação já iniciaram a fase com uma vitória; as equipes que conquistaram três vitórias classificaram-se para as semifinais. O chaveamento obedeceu a lógica: (C) 1º x vencedor de (B), (D) 2º x vencedor de (A), (E) 3º x 6º e (F) 4º x 5º. Nas semifinais, os dois times melhores colocados na fase classificatória, do mesmo modo que nas quartas-de-final, iniciaram as séries com uma vitória. Novamente, para avançar à final as equipes tiveram de garantir três vitórias na série. A lógica do chaveamento foi: (G) vencedor de C x vencedor de F e (H) vencedor de D x vencedor de E. As equipes finalistas disputaram uma série mehor-de-cinco para definir o campeão.

## Equipes participantes
| Equipe                      | Cidade            | Última participação | Temporada 2011/2012     |
| --------------------------- | ----------------- | ------------------- | ----------------------- |
| Altotevere San Giustino     | San Giustino      | estreante           | -                       |
| Top Volley Latina           | Latina            | A1 2011/2012        | 4º                      |
| BCC NEP Castellana Grotte   | Castellana Grotte | A2 2011/2012        | Campeão do play-off     |
| Bre Banca Lannutti Cuneo    | Cuneo             | A1 2011/2012        | 3º                      |
| Casa Modena                 | Módena            | A1 2011/2012        | 6º                      |
| CMC Ravenna                 | Ravena            | A1 2011/2012        | 14º                     |
| Copra Elior Piacenza        | Placência         | A1 2011/2012        | 7º                      |
| Diatec Trentino             | Trento            | A1 2011/2012        | 2º                      |
| Lube Banca Marche Macerata  | Macerata          | A1 2011/2012        | Campeão                 |
| Marmi Lanza Verona          | Verona            | A1 2011/2012        | 11º                     |
| Sir Safety Perugia          | Perúgia           | A2 2011/2012        | Campeão da fase regular |
| Tonno Callipo Vibo Valentia | Vibo Valentia     | A1 2011/2012        | 10º                     |

## Classificação
- Vitória por 3 sets a 0 ou 3 a 1: 3 pontos para o vencedor;
- Vitória por 3 sets a 2: 2 pontos para o vencedor e 1 ponto para o perdedor.
- Não comparecimento, a equipe perde 2 pontos.
- Em caso de igualdade por pontos, os seguintes critérios servem como desempate: número de vitórias, média de sets e média de pontos.

|  | Equipes classificadas para as quartas de final |
|  | Equipes classificadas para as oitavas de final |

|     |                             |     | Jogos | Jogos | Jogos | Sets | Sets | Sets  | Pontos | Pontos | Pontos |
| Pos | Equipe                      | Pts | T     | V     | D     | V    | P    | R     | V      | P      | R      |
| --- | --------------------------- | --- | ----- | ----- | ----- | ---- | ---- | ----- | ------ | ------ | ------ |
| 1   | Trentino Volley             | 54  | 22    | 19    | 3     | 60   | 18   | 3.333 | 1853   | 1554   | 1.192  |
| 2   | Lube Macerata               | 50  | 22    | 16    | 6     | 57   | 26   | 2.192 | 1938   | 1764   | 1.099  |
| 3   | Pallavolo Piacenza          | 47  | 22    | 15    | 7     | 52   | 29   | 1.793 | 1901   | 1758   | 1.081  |
| 4   | Piemonte Volley             | 43  | 22    | 15    | 7     | 46   | 30   | 1.533 | 1795   | 1708   | 1.051  |
| 5   | Modena Volley               | 36  | 22    | 12    | 10    | 44   | 38   | 1.158 | 1888   | 1835   | 1.029  |
| 6   | Sir Safety Perugia          | 33  | 22    | 11    | 11    | 40   | 42   | 0.952 | 1831   | 1824   | 1.004  |
| 7   | Top Volley Latina           | 31  | 22    | 11    | 11    | 39   | 42   | 0.929 | 1832   | 1845   | 0.993  |
| 8   | New Mater Castellana Grotte | 31  | 22    | 11    | 11    | 39   | 42   | 0.929 | 1811   | 1878   | 0.964  |
| 9   | Callipo Sport               | 31  | 22    | 11    | 11    | 38   | 41   | 0.927 | 1794   | 1773   | 1.012  |
| 10  | Altotevere San Giustino     | 21  | 22    | 6     | 16    | 32   | 50   | 0.640 | 1761   | 1868   | 0.943  |
| 11  | GSRAC Ravenna               | 10  | 22    | 3     | 19    | 15   | 59   | 0.254 | 1484   | 1799   | 0.825  |
| 12  | Blu Volley Verona           | 9   | 22    | 2     | 20    | 17   | 62   | 0.274 | 1609   | 1891   | 0.851  |

## Fase classificatória
Para um dado resultado encontrado nesta tabela, a linha se refere ao mandante e a coluna, ao visitante.
|                                 | SGI | LAT | CGR | CUN | MOD | RAV | PCZ | TRE | MAC | VER | PRG | VVA | Pos |
| SGI Altotevere San Giustino     |     | 2-3 |     |     | 1-3 | 3-0 | 1-3 | 0-3 | 1-3 | 3-0 | 3-2 |     | 10º |
| LAT Top Volley Latina           | 3-0 |     |     | 3-0 |     |     | 0-3 | 0-3 | 3-2 | 3-1 | 3-0 | 3-0 | 7º  |
| CGR New Mater Castellana Grotte | 0-3 | 3-2 |     | 1-3 | 3-1 |     |     | 0-3 | 0-3 | 3-0 | 2-3 | 3-0 | 9º  |
| CUN Piemonte Volley             | 3-0 | 3-0 | 0-3 |     |     | 3-0 | 3-0 | 3-1 | 3-2 |     |     | 3-1 | 4º  |
| MOD Modena Volley               |     | 3-1 | 3-1 | 3-0 |     | 1-3 | 1-3 | 3-1 |     | 3-0 |     | 3-1 | 5º  |
| RAV GSRAC Ravenna               |     | 1-3 | 2-3 | 0-3 |     |     | 0-3 |     | 0-3 | 1-3 |     | 0-3 | 12º |
| PCZ Pallavolo Piacenza          | 3-1 |     | 3-0 |     | 3-1 | 3-1 |     |     | 1-3 | 3-0 | 3-1 | 2-3 | 3º  |
| TRE Trentino Volley             | 3-0 |     |     | 3-0 | 3-1 | 3-0 | 3-1 |     | 3-2 |     | 3-2 | 1-3 | 2º  |
| MAC Lube Macerata               | 3-0 | 3-1 | 3-0 |     | 1-3 | 3-0 | 3-0 |     |     |     |     | 3-1 | 1º  |
| VER Blu Volley Verona           |     | 2-3 | 3-1 | 1-3 | 1-3 | 0-3 |     | 0-3 | 2-3 |     |     |     | 11º |
| PRG Sir Safety Perugia          | 3-2 | 3-1 | 3-1 | 3-0 | 3-1 | 3-0 |     | 0-3 |     | 3-1 |     | 3-0 | 6º  |
| VVA Callipo Sport               | 3-1 |     |     | 0-3 | 3-0 | 3-0 | 0-3 | 0-3 |     | 3-0 |     |     | 8º  |

## Playoffs
|  | Oitavas de final | Oitavas de final            | Oitavas de final | Oitavas de final | Oitavas de final |  |  | Quartas de final | Quartas de final   | Quartas de final | Quartas de final | Quartas de final | Quartas de final |  |  | Semifinais | Semifinais         | Semifinais | Semifinais | Semifinais | Semifinais |  |   | Final              | Final | Final | Final | Final | Final |  |
|  |                  |                             |                  |                  |                  |  |  |                  |                    |                  |                  |                  |                  |  |  |            |                    |            |            |            |            |  |   |                    |       |       |       |       |       |  |
|  |                  |                             |                  |                  |                  |  |  | 9                | Callipo Sport      | 0                | 0                |                  |                  |  |  |            |                    |            |            |            |            |  |   |                    |       |       |       |       |       |  |
|  | 8                | New Mater Castellana Grotte | 3                | 0                | 1                |  |  | 1                | Trentino Volley    | 3                | 3                |                  |                  |  |  |            |                    |            |            |            |            |  |   |                    |       |       |       |       |       |  |
|  | 9                | Callipo Sport               | 2                | 3                | 3                |  |  |                  |                    |                  |                  |                  |                  |  |  |            |                    |            |            |            |            |  |   |                    |       |       |       |       |       |  |
|  |                  |                             |                  |                  |                  |  |  |                  |                    |                  |                  |                  |                  |  |  | 1          | Trentino Volley    | 3          | 3          |            |            |  |   |                    |       |       |       |       |       |  |
|  |                  |                             |                  |                  |                  |  |  |                  |                    |                  |                  |                  |                  |  |  | 4          | Piemonte Volley    | 2          | 0          |            |            |  |   |                    |       |       |       |       |       |  |
|  |                  |                             |                  |                  |                  |  |  | 4                | Piemonte Volley    | 3                | 3                |                  |                  |  |  |            |                    |            |            |            |            |  |   |                    |       |       |       |       |       |  |
|  |                  |                             |                  |                  |                  |  |  | 5                | Modena Volley      | 2                | 2                |                  |                  |  |  |            |                    |            |            |            |            |  |   |                    |       |       |       |       |       |  |
|  |                  |                             |                  |                  |                  |  |  |                  |                    |                  |                  |                  |                  |  |  |            |                    |            |            |            |            |  | 1 | Trentino Volley    | 3     | 1     | 3     | 0     | 3     |  |
|  |                  |                             |                  |                  |                  |  |  |                  |                    |                  |                  |                  |                  |  |  |            |                    |            |            |            |            |  | 3 | Pallavolo Piacenza | 1     | 3     | 0     | 3     | 2     |  |
|  |                  |                             |                  |                  |                  |  |  | 3                | Pallavolo Piacenza | 3                | 3                |                  |                  |  |  |            |                    |            |            |            |            |  |   |                    |       |       |       |       |       |  |
|  |                  |                             |                  |                  |                  |  |  | 6                | Sir Safety Perugia | 1                | 0                |                  |                  |  |  |            |                    |            |            |            |            |  |   |                    |       |       |       |       |       |  |
|  |                  |                             |                  |                  |                  |  |  |                  |                    |                  |                  |                  |                  |  |  | 3          | Pallavolo Piacenza | 3          | 3          | 3          |            |  |   |                    |       |       |       |       |       |  |
|  |                  |                             |                  |                  |                  |  |  |                  |                    |                  |                  |                  |                  |  |  | 2          | Lube Macerata      | 1          | 2          | 1          |            |  |   |                    |       |       |       |       |       |  |
|  | 7                | Top Volley Latina           | 3                | 2                | 3                |  |  |                  |                    |                  |                  |                  |                  |  |  |            |                    |            |            |            |            |  |   |                    |       |       |       |       |       |  |
|  | 10               | Altotevere San Giustino     | 0                | 3                | 2                |  |  | 7                | Top Volley Latina  | 3                | 0                | 0                |                  |  |  |            |                    |            |            |            |            |  |   |                    |       |       |       |       |       |  |
|  |                  |                             |                  |                  |                  |  |  | 2                | Lube Macerata      | 2                | 3                | 3                |                  |  |  |            |                    |            |            |            |            |  |   |                    |       |       |       |       |       |  |